# Liste des as des Stukas

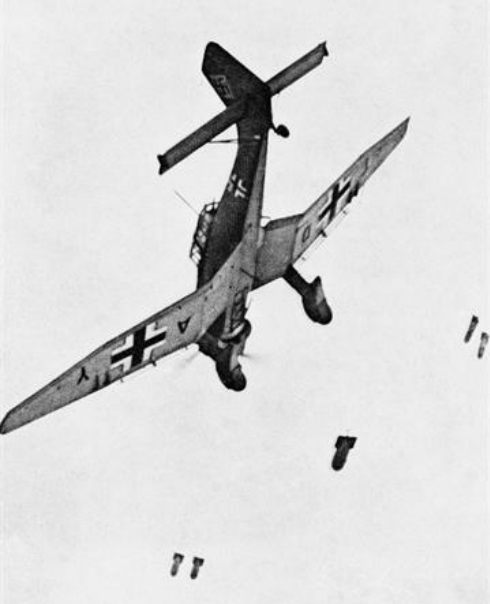
Un Stuka Ju 87 larguant des bombes

De 1939 à 1945, le Ju 87 « Stuka » participa à tous les combats d'Europe, tant à l'Ouest qu'à l'Est en passant par l'Afrique du Nord. C'est à son bord que de nombreux pilotes de la Luftwaffe réalisèrent des exploits et obtinrent des résultats qui, jusqu'à nos jours, demeurent indépassables. Ainsi en va-t-il du nombre de missions de guerre accomplies par ces pilotes et leurs observateurs-mitrailleurs ou bien encore en ce qui concerne leurs palmarès obtenu contre des objectifs terrestres.
Il faut cependant noter que dès le début de la guerre, les Sturzkampfgeschwader (St.G, escadre de bombardement en piqué) qui utilisaient le Ju 87, côtoyaient les Schlachtgeschwader (Sch.G, escadre d'attaque) équipés du biplan Henschel Hs 123, du chasseur Bf 109E, et à partir de 1942 de l'avion d'appui Hs 129. Ces unités effectuaient de très nombreuses missions d'attaques en palier et de mitraillage au sol et plusieurs de leurs pilotes acquirent aussi une solide réputation. D'autres unités utilisaient également le bimoteur Bf 110 qui s'avéra redoutable dans les attaques au sol grâce à son armement lourd, sa robustesse et sa grande autonomie. À la fin de l'année 1943, bon nombre de ces unités fusionnèrent et donnèrent de nouvelles Schlachtgeschwader notées SG, utilisant principalement le FW 190. Mais dans les faits, une seule et même escadre pouvait utiliser plusieurs types d'appareils différents en même temps. Les pilotes changeaient donc de montures au gré des missions.
Ces pilotes spécialisés dans l'attaque au sol n'étaient pas les seuls à effectuer ce genre de missions, loin de là. Ainsi, dès la fin de l'année 1940, les escadres de chasse engagées sur le Channel durent transformer chacune un tiers de leurs Me 109 en chasseurs-bombardiers pour frapper les îles Britanniques. Une année plus tard, ces « Jagdbomber » abrégé Jabo furent normalisés et la JG 2 créa la 10./(Jabo) JG 2 équipée en Fw 190. Elle eut un certain succès contre les objectifs navals sur la côte sud de l'Angleterre avant d'être engagée plus tard dans le golfe de Gascogne. Cette unité fut plus tard transférée à la SKG 10 (SKG pour Schnellkampfgeschwader, escadre de bombardement rapide) .
Quand l'Allemagne tourna ses armes vers la Méditerranée et l'URSS au printemps et l'été 1941, le nombre de Ju 87 disponibles était alors inférieur à celui de 1940 durant la bataille de France. Sur l'immensité de ses nouveaux fronts, les escadres de chasse Jagdgeschwader (ou JG) furent donc à nouveau mises à contribution durant toute la durée du conflit. Ainsi certain pilotes non cités dans les listes ci-dessous eurent un nombre de cibles terrestres ou maritimes élevé dans leur palmarès. Wolf-dietrich Huy par exemple (de la JG 77) reçut la croix de chevalier alors que son score comptabilisait à l'époque moins de 10 victoires (sur un total de 40) mais il avait détruit dans les Balkans 34 000 tonneaux de navires et endommagé plusieurs navires de guerre,. Sur le front russe, le pilote de la JG 52 Hans Dammers comptabilisait (outre 113 victoires aériennes) 11 avions au sol, huit locomotives, 39 véhicules légers, 34 véhicules lourds, trois canons antiaériens et un véhicule blindé,.
À noter également que hormis le Hs 129, aucun appareil dans l'arsenal de la Luftwaffe n'était vraiment destinés aux missions d'attaque au sol. Le Ju-87 était avant tout spécialisé dans le bombardement en piqué, les Bf 109, Fw 190 et Bf 110 dans la chasse et le Hs 123 était un croisé entre les deux spécialités. Ces avions et leurs pilotes reçurent donc une reconversion forcée en s'adaptant à la situation du front sur lequel ils évoluèrent. Le Ju 88 des unités de bombardement Kampfgeschwader pouvait également attaquer en piqué et plusieurs pilotes connurent également le succès sur cet appareil très polyvalent.
Les listes ci-dessous citent en premier lieu les mitrailleurs de Ju 87 suivis des pilotes ayant utilisé cet appareil dans la configuration Stuka. Viennent ensuite les pilotes d'attaque au sol (diurne et nocturne) y compris ceux sur Ju 87 en configuration attaque en palier et anti-char. Les pilotes sont classés par ordre d'obtention de la Croix de chevalier suivant les années (parfois à titre posthume).

## Correspondance des grades et fonctions[13]
- Generalmajor : général de brigade
- Oberst : colonel
- Oberstleutnant : lieutenant-colonel
- Major : commandant
- Hauptmann : capitaine
- Oberleutnant : lieutenant
- Leutnant : sous-lieutenant
- Oberfähnrich : aspirant (confirmé)
- Fähnrich : aspirant
- Oberfeldwebel : adjudant-chef
- Feldwebel : adjudant
- Fahnenjunker : élève-officier

## Radio-mitrailleurs de Ju 87
- 15 croix de chevalier décernées  (2 à titre posthume)
- 3 mitrailleurs périront avant la fin de la guerre

| Années                 | Grades              | Radio-mitrailleurs          | Unités            | Pilotes principaux | Missions effectuées   | Chevalier                                                                                                  | Faits d'armes connus / remarques                         |
| ---------------------- | ------------------- | --------------------------- | ----------------- | ------------------ | --------------------- | --- | -------------------------------------------------------- |
| 1942                   | Oberfeldwebel       | Heinz Bevernis              | St.G 1            | Hartmut Schairer   | 562                   | 19 juillet 1942 (posthume)                                                                                 | tué au combat en URSS avec son pilote le 19 juillet 1942 |
| 1943                   |                     |                             |                   |                    |                       | |                                                          |
| Oberfeldwebel          | Werner Stein        | St.G 2                      | Armin Thiede      | 727                | 19 août 1943          | 150 mission sur Stalingrad ; reçoit une formation de pilote sans l'achever ; décédé en 1963                |                                                          |
| Fahnenjunker-Feldwebel | Gerhard Rothe       | ZG 26, St.G 1, St.G 3, SG 3 | Theodor Nordmann  | 850                | 12 novembre 1943      | 1 victoire ; reçoit par la suite une formation de pilote mais ne prend pas part au combat ; décédé en 1966 |                                                          |
| Oberfeldwebel          | Erwin Hentschel     | St.G 2, SG 2                | Hans-Ulrich Rudel | 1490               | 25 novembre 1943      | 7 victoires ; mort noyé dans le Dniestr en tentant d'échapper aux soldats russes le 20 mars 1944           |                                                          |
| 1944                   |                     |                             |                   |                    |                       | |                                                          |
| Oberfeldwebel          | Hans Krohn          | St.G 2                      | Heinz Jungclausen | 965                | 26 mars 1944          | reçoit une formation de pilote avant d'être affecté à la Flak                                              |                                                          |
| Oberfeldwebel          | Ernst Filius        | St.G 2                      | Alwin Boerst      | 1050               | 4 mai 1944 (posthume) | abattu avec son pilote par la DCA en Roumanie le 30 mars 1944,                                             |                                                          |
| Oberfeldwebel          | Erich Morgenstern   | St.G 2, St.G 5, SG 5        | Martin Möbus      | 700                | 4 mai 1944            | 5 victoires ; décédé en 2000                                                                               |                                                          |
| Oberfeldwebel          | Hans-Johann Trummer | St.G 1, SG 1, SG 5          | Erwin Diekwisch   | 710                | 4 mai 1944            | reçoit une formation de pilote avant d'être affecté à la Flak                                              |                                                          |
| Oberfeldwebel          | Alois Berndl        | St.G 2, SG 1                | Friedrich Lang    | 859                | 16 juin 1944          | reçoit une formation de pilote mais ne prend pas part au combat ; décédé en 1996                           |                                                          |
| Oberfeldwebel          | Franz Hettinger     | St.G 51, St.G 77            | Helmut Bruck      | 800                | 27 juillet 1944       | 1 victoire ; décédé en 1946                                                                                |                                                          |
| Oberstabsarzt          | Dr Ernst Gadermann  | St.G 2, SG 2                | Hans-Ulrich Rudel | 850                | 19 août 1944          | 3 victoires ; abattu à cinq reprises ; décédé en 1973                                                      |                                                          |
| Oberfeldwebel          | Georg Pöthig        | St.G 2, SG 2                | Hendrik Stahl     | 900                | 5 septembre 1944      | décédé en 1995                                                                                             |                                                          |
| Oberfeldwebel          | Leonhard Burr       | St.G 77, SG 77, SG 102      | Franz Kieslich    | 940                | 30 novembre 1944      | 1 victoire ; reçoit une formation de pilote mais ne prend pas part au combat ; décédé en 1968              |                                                          |
| Oberfeldwebel          | Willibald Zipfel    | St.G 2, SG 2                | Heinrich Meyering | 950                | 6 décembre 1944       | transféré dans une unité de tankiste en juin 1944 ; décédé en 1964                                         |                                                          |
| Oberfeldwebel          | Walter Linke        | St.G 2, SG 2, SG 103        | Herbert Bauer     | 950                | 16 décembre 1944      | décédé en 1985                                                                                             |                                                          |

## Pilotes de Stuka

### Années 1939-1940
- 18 croix de chevalier décernées  (3 à titre posthume, 1 en captivité, 1 en tant que pilote de reconnaissance)
- 8 pilotes recevront ultérieurement les feuilles de chêne  (1 à titre posthume)
- 1 pilote recevra également les glaives
- 10 pilotes sont morts ou portés disparus avant la fin de la guerre

| Grades         | Pilotes                                   | Unités                             | Missions effectuées | Chevalier                       | Autres décorations    | Faits d'armes connus / remarques |
| -------------- | ----------------------------------------- | ---------------------------------- | ------------------- | ------------------------------- | --------------------- | --- |
| Oberst         | Paul-Werner Hozzel                        | St.G 1, St.G 2                     | 400                 | 8 mai 1940                      | 14/04/1943            | décédé en 1997 |
| Major          | Martin Möbus                              | St.G 1, St.G 2, St.G 5, SG 5       | 800                 | 8 mai 1940                      | 25/04/1944            | 60 chars, 18 artilleries, 5 trains, 600 véhicules, plusieurs navires ; blessé par deux fois en 1942 ; mort dans un accident de voiture en Finlande le 2 juin 1944                                                                     |
| Major          | Elmar Schaefer                            | St.G 1                             | ?                   | 8 mai 1940                      |                       | décédé en 1983 |
| Leutnant       | Gerhard Grenzel                           | St.G 1                             | ?                   | 8 mai 1940                      |                       | disparu près de Malte le 10 janvier 1941, |
| Generalmajor   | Oskar Dinort                              | St.G 2                             | 150                 | 20 juin 1940                    | 14/07/1941            | décédé en 1965 |
| Generalmajor   | Walter Hagen                              | Tr.Gr.186, St.G 1                  | ?                   | 21 juillet 1940                 | 17/02/1942            | 210 000 tonneaux de navires coulés et 306 500 endommagés ; décédé en 1963 |
| Generalmajor   | Hubertus Hitschhold                       | St.G 2, Sch.G 1                    | 400                 | 21 juillet 1940                 | 31/12/1941            | 186 000 tonneaux de navires coulés ou endommagés dont 3 destroyers ; abattu et blessé derrière les lignes ennemies le premier jour de l'opération Barbarossa mais secouru ; décédé en 1966                                            |
| Oberst         | Clemens Graf von Schönborn-Wiesentheid    | St.G 77, St.G 2, St.G 77, St.G 101 | ?                   | 21 juillet 1940                 |                       | mort dans un accident d'avion de liaison Fi 156 près de Sofia le 30 août 1944 |
| Oberst         | Walter Sigel                              | St.G 76, St.G 3                    | 300                 | 21 juillet 1940                 | 02/09/1942            | blessé le 14 mai 1940 par un Bloch 152, son radio-mitrailleur est tué ; mort accidentellement en tant que passager sur Fi 156 lors d'un vol d'inspection en Norvège le 8 mai 1944                                                     |
| Oberstleutnant | Walter Enneccerus                         | St.G 2, St.G 77                    | 200                 | 21 juillet 1940                 |                       | décédé en 1971 |
| Major          | Friedrich-Karl von Dalwigk zu Lichtenfels | St.G 77                            | ?                   | 21 juillet 1940 (posthume)      |                       | abattu au combat par un chasseur durant la Bataille d'Angleterre le 9 juillet 1940 |
| Major          | Walter Krauß                              | Aufkl.Gr. 21, St.G 2               | 500                 | 29 juillet 1940                 | 03/01/1944 (posthume) | croix de chevalier obtenue en tant que pilote de reconnaissance (190 missions) ; abattu 3 fois ; tué le 17 juillet 1943 lors d'un bombardement dans la région d'Orel                                                                  |
| Hauptmann      | Anton Keil                                | St.G 51, St.G 1                    | 132                 | 19 août 1940                    |                       | tué lors d'un atterrissage forcé le 29 août 1941 après avoir été touché par la DCA en URSS |
| Hauptmann      | Johannes Brandenburg                      | St.G 2, KG 1                       | 200                 | 18 septembre 1940               |                       | tué en vol sur bombardier Ju 88 le 28 février 1942 après avoir été percuté par une bombe lancé d'un autre appareil |
| Oberleutnant   | Wilhelm-Richard Rössiger                  | St.G 77, Erpr.Grp. 210             | 100                 | 1er octobre 1940 (posthume)     |                       | mort au combat durant la Bataille d'Angleterre 27 septembre 1940 |
| Generalmajor   | Dietrich Peltz                            | St.G 76, St.G 3, KG 77, KG 60      | 320                 | 14 octobre 1940                 | 31/12/1941 23/07/1943 | 102 missions sur Ju 87, le reste sur bombardier, y compris les autres décorations ; plus jeune generalmajor de la Luftwaffe ; décédé en 2001                                                                                          |
| Generalmajor   | Günter Schwartzkopff                      | St.G 77                            | ?                   | 24 novembre 1940 (posthume)     |                       | décline une décoration au profil de ses pilotes pour avoir mené à bien une mission sans visibilité le 1er septembre 1939 ; considéré comme le "père des stukas" ; abattu au combat par la DCA dans le secteur de Sedan le 14 mai 1940 |
| Major          | Waldemar Plewig                           | St.G 2, St.G 77                    | 200                 | 14 décembre 1940 (en captivité) |                       | capturé sur l'Angleterre le 8 août 1940 après avoir été abattu et gravement blessé par un chasseur ; décédé en 1983 |

### Année 1941
- 26 croix de chevalier décernées  (1 à titre posthume)
- 5 pilotes recevront ultérieurement les feuilles de chêne  (plus 1 recommandé)
- 4 pilotes recevront également les glaives  (2 à titre posthume)
- 12 pilotes sont morts ou portés disparus avant la fin de la guerre

| Grades                    | Pilotes               | Unités                                          | Missions effectuées | Chevalier                  | Autres décorations                    | Faits d'armes connus / remarques |
| ------------------------- | --------------------- | ----------------------------------------------- | ------------------- | -------------------------- | ------------------------------------- | --- |
| Hauptmann                 | Armin Thiede          | St.G 2, St.G 151                                | 700                 | 14 juin 1941               | recommandé pour les feuilles de chêne | mort dans un accident de planeur DFS 230 (perte d'une aile) en Croatie le 9 juillet 1943 en se rendant à son mariage |
| Hauptmann                 | Rudolf Braun          | St.G 76, St.G 3, St.G 151, SG 151, SG 102, SG 3 | 503                 | 14 juin 1941               |                                       | 16 000 tonneaux de navires, 1 croiseur lourd, 1 croiseur léger et un destroyer endommagés ; abattu et blessé une fois ; décédé en 1990 |
| Major                     | Heinrich Brücker      | JGr 88, St.G 2, SKG 10, SG 4                    | 250                 | 24 juin 1941               |                                       | 1 victoire en Espagne ; légèrement blessé une fois ; décédé en 1984 |
| Hauptmann                 | Günther Schwärzel     | St.G 2                                          | 300                 | 24 juin 1941               |                                       | gravement blessé le 24 septembre 1942 en URSS ; décédé deux jours plus tard |
| Major                     | Frank Neubert         | St.G 2, Sch.G 1, SG 101                         | 350                 | 24 juin 1941               |                                       | le 1er septembre 1939 à 5h30, il remporte la première victoire de la Seconde Guerre mondiale ; décédé en 2003 |
| Major                     | Götz-Peter Vollmer    | St.G 2                                          | 150 à 200           | 24 juin 1941               |                                       | tué sur FW 190 en écolage après une collision en vol le 19 décembre 1944 |
| Major                     | Dietrich Pekrun       | St.G 2                                          | 250                 | 24 juin 1941               |                                       | décédé en 2005 |
| Major                     | Lothar Lau            | St.G 77, St.G 2, SG 2                           | 301                 | 24 juin 1941               |                                       | blessé et capturé en pleine Bataille de France ; abattu au total trois fois, la dernière par la DCA soviétique et capturé le 22 janvier 1945 ; décédé en 1981 |
| Major                     | Helmut Naumann        | St.G 3, SG 3                                    | 150 à 200           | 24 juin 1941               |                                       | blessé par un chasseur anglais en Libye le 27 mars 1942 ; décédé en 1997 |
| Hauptmann                 | Heinrich Eppen        | St.G 76, St.G 3                                 | 200                 | 5 juillet 1941             |                                       | blessé en 1940 et gravement en 1941 ; abattu en Afrique par un chasseur le 4 juin 1942 |
| Oberleutnant              | Josef Wenigmann       | St.G 76, St.G 3                                 | 150                 | 5 juillet 1941             |                                       | abattu près d'El-Alamein par un chasseur le 3 juillet 1942 |
| Oberstleutnant            | Helmut Mahlke         | Tr.Gr.186, St.G 1                               | 159                 | 16 juillet 1941            |                                       | 2 destroyers, 1 sous-marin, 29 navires de transport et 1 croiseur endommagés et d'autres navires ; abattu trois fois, dont deux en une semaine ; la dernière par un chasseur en URSS et gravement brûlé le 8 juillet 1941 ; auteur de "Memoirs of stuka pilot" ; décédé en 1998 |
| Hauptmann                 | Hartmut Schairer      | Tr.Gr.186, St.G 1                               | 562                 | 30 août 1941               |                                       | mort au combat après une attaque de chars en URSS le 19 juillet 1942 |
| Oberst                    | Helmut Bruck          | St.G 77, SG 77, SG 151                          | 973                 | 4 septembre 1941           | 19/02/1943                            | 1 victoire ; ramène par deux fois des équipages abattus derrière les lignes adverses ; décédé en 2001 |
| Major                     | Arnulf Blasig         | LG 1, St.G 5                                    | 180                 | 4 septembre 1941           |                                       | décédé en 1998 |
| Major                     | Theodor Nordmann      | Tr.Gr.186, St.G 1, St.G 3, SG 3                 | 1191                | 17 septembre 1941          | 17/03/1943 17/09/1944                 | 80 chars, 43 000 tonneaux de navires, 1 victoire ; crashé en Méditerranée en 1941 à la suite d'une panne de moteur ; récupéré en mer après plusieurs jours ; tué lors d'une collision avec son ailier en Prusse-Orientale le 19 janvier 1944                                    |
| Major                     | Alwin Boerst          | St.G 2, SG 2                                    | 1061                | 5 octobre 1941             | 28/11/1942 06/04/1944 (posthume)      | 1 victoire ; blessé 2 fois ; abattu à basse altitude par la DCA en Roumanie le 30 mars 1944 |
| Hauptmann                 | Bruno Freitag         | St.G 2                                          | 300                 | 5 octobre 1941             |                                       | touché par la DCA légère le 15 septembre 1941 dans le secteur de Léningrad et gravement blessé en effectuant un atterrissage d'urgence ; décédé en 1990 |
| Major                     | Helmuth Bode          | Tr.Gr.186, St.G 77                              | 300                 | 10 octobre 1941            |                                       | 46 000 tonnes de navires détruits plus 86 000 tonnes endommagés, dont un destroyer ; décédé en 1985 |
| Hauptmann                 | Johannes Pfeiffer     | LG 1, Ep.Gr. 210, St.G 5                        | 200                 | 10 octobre 1941            |                                       | décédé en 1994 |
| Hauptmann                 | Ernst-Siegfried Steen | St.G 2                                          | 301                 | 17 octobre 1941 (posthume) |                                       | 15 000 tonneaux de navires coulés ; abattu par la DCA en piquant sur le croiseur Kirov lors d'une attaque sur le port de Kronstadt le 23 septembre 1941 |
| Oberstleutnant (posthume) | Alfons Orthofer       | St.G 77                                         | 437                 | 23 novembre 1941           |                                       | 140(?) chars, 10 navires de guerre, 27 cargos de 50 000 tonneaux, 45 canons anti-aérien, 43 pièces d'artillerie ; mortellement blessé le 12 octobre 1942 par un éclat de bombe en URSS                                                                                          |
| Oberst                    | Dr Ernst Kupfer       | St.G 2                                          | 600                 | 23 novembre 1941           | 08/01/1943 11/04/1944 (posthume)      | abattu trois fois et blessé sérieusement une fois ; il se pose à plusieurs reprises pour secourir des équipages abattus ; mort dans un accident d'avion en Grèce le 6 novembre 1943                                                                                             |
| Major                     | Friedrich Lang        | St.G 2, St.G 1, SG 1, SG 101                    | 1008                | 23 novembre 1941           | 21/11/1942 02/07/1944                 | gravement blessé en juin 1940, également blessé le 13 mars 1945 ; capturé par les foces US ; décédé en 2003 |
| Hauptmann                 | Hans-Joachim Lehmann  | St.G 2                                          | 339                 | 23 novembre 1941           |                                       | décédé en 1982 |
| Oberleutnant              | Hermann Ruppert       | St.G 77                                         | 400                 | 23 novembre 1941           |                                       | 5 navires de guerre en collaboration, 4 cargos, plusieurs autres navires endommagés ; abattu par un chasseur en URSS le 2 mars 1942 |

### Année 1942
- 47 croix de chevalier décernées  (4 à titre posthume)
- 13 pilotes recevront ultérieurement les feuilles de chêne  (3 à titre posthume) + (2 recommandés)
- 1 pilote recevra également les glaives , les brillants  ainsi que les feuilles de chêne dorées
- 25 pilotes sont morts ou portés disparus avant la fin de la guerre

| Grades               | Pilotes                                      | Unités                                        | Missions effectuées | Chevalier                    | Autres décorations                            | Faits d'armes connus / remarques |
| -------------------- | -------------------------------------------- | --------------------------------------------- | ------------------- | ---------------------------- | --------------------------------------------- | --- |
| Oberst               | Hans-Ulrich Rudel                            | Aufkl.Gr. 121, St.G 2, SG 2                   | 2530                | 6 janvier 1942               | (14/04/1943) 25/11/1943 29/03/1944 29/12/1944 | 519 chars, 1 cuirassé, 1 croiseur, 1 destroyer, 70 barges d'assaut, 800 véhicules, 150 artilleries, 4 trains blindés, 9 victoires ; abattu 30 fois ; se pose à sept reprises pour sauver des équipages abattus ; manque de se faire capturer une fois ; blessé à 5 reprises, gravement à la jambe droite le 8 février 1945 ; il continue cependant de voler amputé ; décédé en 1982 |
| Hauptmann            | Robert-Georg Freiheer von Malapert Neufville | St.G 51, St.G 1                               | 510                 | 6 janvier 1942               | 08/06/1942 (posthume)                         | 135 000 tonneaux de navires ; touché par la DCA russe le 21 mai 1942, il parvient à se poser mais il est abattu par un sniper en courant vers ses lignes ; son mitrailleur-radio est sauf |
| Oberleutnant         | August Hachtel                               | St.G 51, St.G 1, SG 103, EBK162, JG 1, JG 400 | 511                 | 6 janvier 1942               |                                               | 32 chars, 30 000 tonneaux de navires, 5 victoires (dont 2 sur Me 163) ; transféré dans la chasse ; décédé en 1985 |
| Oberleutnant         | Johann Waldhauser                            | St.G 77                                       | 312                 | 24 janvier 1942              |                                               | mort frappé de plein fouet par la DCA en Crimée le 13 mai 1942 |
| Oberstleutnant       | Gustav Preßler                               | St.G 77, St.G 2, St.G 1, SG 1, SG 104         | 530                 | 4 février 1942               | 26/01/1943                                    | abattu en juillet 1941 et sauvé avec son radio-mitrailleur après plusieurs jours de cavale ; décédé en 1985 |
| Hauptmann            | Johann Zemsky                                | St.G 1                                        | 601                 | 4 février 1942               | 03/09/1942 (posthume)                         | blessé à deux reprises au cours des étés 1941 et 1942 ; touché par la DCA soviétique le 28 août 1942, il saute trop bas pour que son parachute se déploie et s'écrase au sol ; son radio-mitrailleur l'Unteroffizer Josef Lobert se blesse en percutant l'empennage et décède le lendemain                                                                                          |
| Oberstleutnant       | Hans-Karl Stepp                              | St.G 76, St.G 3, St.G 2, St.G 5, St.G 2, SG 2 | 900                 | 4 février 1942               | 25/04/1944                                    | décédé en 2006 |
| Hauptmann            | Wilhelm Kaiser                               | St.G 2                                        | 180                 | 4 février 1942               |                                               | blessé à deux reprises ; décédé en 1993 |
| Oberleutnant         | Hans-Karl Sattler                            | St.G 77                                       | 500                 | 16 février 1942              |                                               | mort au combat (moteur en feu) en URSS le 13 janvier 1943 |
| Oberleutnant         | Joachim Rieger                               | St.G 1                                        | 257                 | 19 mars 1942 (posthume)      |                                               | disparu lors d'une attaque de chars en Russie le 2 décembre 1941 après avoir été percuté par son ailier |
| Hauptmann            | Friedrich Platzer                            | St.G 76, St.G 3, St.G 2                       | 387                 | 5 avril 1942 (posthume)      |                                               | 6 chars, 1 cuirassé, 1 croiseur, 2 destroyers endommagés, 4 cargos ; tué le 16 mars 1942 en effectuant un atterrissage d'urgence près du lac Ilmen |
| Major                | DrJur. Maximilian Otte                       | ZG 1, JG 77, St.G 2, SG 2                     | 1179                | 5 avril 1942                 | 24/03/1944                                    | abattu 4 fois et blessé 1 fois dans un accident ; son radio-mitrailleur aux 800 missions l'oberfeldwebel Hans Kanhor est proposé pour la croix de Chevalier ; tué probablement abattu par la DCA en Roumanie le 20 mai 1944 |
| Leutnant             | Alfons Schmalz                               | St.G 2                                        | 300                 | 5 avril 1942                 |                                               | crashé le 20 juillet 1942 en tentant de secourir un équipage ; décédé le lendemain à l'hôpital |
| Oberstleutnant       | Georg Jakob                                  | St.G 77, SG 10                                | 1091                | 27 avril 1942                | 30/09/1944                                    | parachuté et blessé une fois en territoire ennemi en avril 1944 ; décédé en 1991, |
| Hauptmann            | Rudolf Weigel                                | St.G 77, St.G 102, SG 102, SG 9               | 500                 | 27 avril 1942                |                                               | 1 destroyer, 1 cargo ; blessé 1 fois à l'atterrissage en septembre 1943 ; disparu lors d'une attaque de chars près de Berlin le 18 avril 1945 |
| Hauptmann (posthume) | Egbert Jaeckel                               | St.G 2                                        | 983                 | 14 mai 1942                  | recommandé pour les feuilles de chêne         | début de carrière dans la Flak ; 2 croiseurs, 1 destroyer, 12 victoires (toutes sur Ju 87) ; abattu par un chasseur russe après avoir lui-même abattu un adversaire le 17 juillet 1943 |
| Major                | Peter Gaßmann                                | Tr.Gr.186, St.G 1, SG 152, SG 1               | 800                 | 25 mai 1942                  |                                               | décédé en 1965 |
| Hauptmann            | Gerhard Bauhaus                              | LG 1, St.G 77                                 | 482                 | 25 mai 1942                  |                                               | un atterrissage forcé en mai 1940 ; abattu et gravement blessé par la DCA russe le 22 juillet 1942 ; décédé le 2 septembre |
| Major                | Bruno Dilley                                 | St.G 1, St.G 2, St.G 101, SG 103              | 700                 | 4 juin 1942                  | 08/01/1943                                    | le 1er septembre 1939 à 4h45, il mène la première attaque de la Seconde Guerre mondiale ; descendu 4 fois, dont 2 en territoire ennemi ; décédé en 1968 |
| Major                | Karl-Hermann Lion                            | Tr.Gr.186, St.G 1, SG 101, SG 103             | 670                 | 4 juin 1942                  |                                               | 1 destroyer, 1 mouilleur de mîne, 2 vedettes, 2 ravitailleurs, 8 ponts, 5 victoires ; décédé en 1994 |
| Major                | Walter Stimpel                               | St.G 77                                       | 400                 | 7 juin 1942                  |                                               | plusieurs navires d'approvisionnement, 5 cargos ; décédé en 2008 |
| Major                | Karl Schrepfer                               | St.G 1, St.G 151, SG 1                        | 800                 | 19 juin 1942                 | 28/04/1945                                    | 9 tanks détruits, 9 tanks endommagés, 78 canons, 5 position d'arme automatique, 5 ponts, 4 positions de mortiers, 3 bateaux/ferries, 3 avions en l'air et 2 au sol, 214 vehicles de toutes sortes, 1 dépôt de munitions et 3 de carburants - décédé en 1946 dans un accident |
| Leutnant             | Heinz Graber                                 | St.G 2                                        | 500                 | 19 juin 1942                 |                                               | 19 chars, 2 trains blindés, 18 batteries anti-aériennes, 10 victoires ; tué accidentellement à l'atterrissage en URSS le 30 janvier 1943 |
| Oberst               | Kurt Kuhlmey                                 | St.G 1, St.G 3, SG 3, SG 2                    | 500                 | 15 juillet 1942              |                                               | descendu deux fois, blessé une fois ; décédé en 1993 |
| Major                | Karl Henze                                   | St.G 77, SG 77, SG 102, SG 103, SG 151        | 1098                | 15 juillet 1942              | 20/05/1944                                    | abattu et blessé pendant la Bataille d'Angleterre, puis de nombreuses fois au cours de sa carrière ; récupère une fois un équipage abattu sous le feu ennemi ; décédé en 1985 |
| Major                | Heinz-Günther Amelung                        | St.G 77                                       | 320                 | 15 juillet 1942              |                                               | 27 chars, 16 pièces d'artillerie, 12 canons anti-aériens, 6 ponts, plusieurs embarcations ; décédé d'une crise cardiaque en 1964 |
| Leutnant             | Erich Hanne                                  | St.G 1                                        | 538                 | 13 août 1942                 |                                               | 16 chars, 26 batteries de DCA, 2 trains blindés, 4 trains de marchandise, 1 pont, 9 bunkers ; tué pendant une attaque de chars et de positions d'artillerie en Russie le 5 septembre 1942 |
| Major                | Bernhard Hamester                            | St.G 2, St.G 3, St.G 102, SG 10, SG 3         | 400                 | 3 septembre 1942             | recommandé pour les feuilles de chêne         | mort au combat lors d'une attaque de char près de Berlin le 22 avril 1945 |
| Major                | Helmut Leicht                                | St.G 77, SG 10                                | 900                 | 3 septembre 1942             | 24/10/1944 (posthume)                         | séverement blessé en juillet 1941, hospitalisé 5 mois puis à nouveau en septembre 1943 ; disparu pendant une attaque de colonne ennemie près de Vitebsk le 26 juin 1944 |
| Hauptmann            | Otto Schmidt                                 | St.G 76, St.G 77, St.G 5                      | 555                 | 3 septembre 1942             |                                               | 61 chars, plusieurs cargos, 1 sous-marin ; blessé le 18 août 1940 sur l'Angleterre (son radio-mitrailleur est mortellement blessé) ; décédé en 2006 |
| Hauptmann            | Martin Moßdorf                               | St.G 76, St.G 3                               | 160                 | 3 septembre 1942             |                                               | abattu et capturé en Afrique le 11 novembre 1942 ; décédé en 2002 |
| Hauptmann            | Ernst Fick                                   | St.G 1, St.G 2                                | 220                 | 19 septembre 1942 (posthume) |                                               | HMS Illustrious endommagé, 1 destroyer ; abattu par la DCA soviétique le 27 juillet 1942 |
| Hauptmann            | Hans von Bargen                              | St.G 76, St.G 3, SG 3                         | 400                 | 19 septembre 1942            |                                               | abattu d'un coup direct de DCA en Finlande le 6 juillet 1944 |
| Oberleutnant         | Herbert Stry                                 | St.G 2, St.G 3                                | 400                 | 24 septembre 1942            |                                               | plusieurs succès sur des navires ; le 21 septembre 1943, son avion explose en piqué en Céphalonie pour raison inconnue |
| Hauptmann            | Erwin Diekwisch                              | St.G 1, St.G 5, SG 5, KG 200                  | 934                 | 15 octobre 1942              |                                               | 64 chars, 2 cargos, 1 destroyer, 1 sous-marin, 5 ponts, 12 victoires ; 1 éjection ; décédé en 2013 |
| Major                | Ernst-Christian Reusch                       | St.G 1, SG 1                                  | 765                 | 3 novembre 1942              |                                               | grièvement blessé le 21 janvier 1945 en effectuant un atterrissage forcé à la suite d'une panne de moteur ; décédé cinq jours plus tard |
| Major                | Hans-Günther Köhne                           | St.G 2                                        | 200                 | 3 novembre 1942              |                                               | décédé en 1975 |
| Hauptmann            | Karl-Ludwig Bleckl                           | St.G 1, St.G 101, SG 2, SG 4                  | 950                 | 3 novembre 1942              |                                               | 48 chars ; abattu et ejecté une fois en territoire ennemi ; gravement blessé au décollage après avoir percuter un obstacle le 9 février 1945 ; décédé en 2013 |
| Hauptmann            | Bernhard Wutka                               | Aufkl.Gr. 13, St.G 2                          | 600                 | 16 novembre 1942             |                                               | 40 chars, 2 trains blindés, 2 trains de marchandise ; tué frappé de plein fouet par la DCA en URSS le 8 juillet 1943 au moment de larguer sa bombe |
| Major                | Horst Kaubisch                               | St.G 1, St.G 77, St.G 5, St.G 1, SG 1         | 1000                | 16 novembre 1942             | 24/06/1944                                    | 137 chars, 9 trains, 19 positions d'artillerie, 6 ponts, 10 navires (total 43 000 tonneaux), une vedette anti-aérienne, 4 ferries ; tué en Silésie en combat aérien le 12 février 1945 après avoir percuté un chasseur soviétique |
| Major                | Karl Janke                                   | St.G 2                                        | 500                 | 16 novembre 1942             |                                               | 32 chars, 5 000 tonneaux de navires, 3 trains blindés, 3 ponts ; blessé et capturé lors de la campagne de France ; 43-44, affecté à l'instruction en raison de ses blessures ; décédé en 1981 |
| Hauptmann            | Heinz Fischer                                | Tr.Gr.186, St.G 1                             | 465                 | 25 novembre 1942 (posthume)  |                                               | abattu, blessé et forcé à atterrir en mai 1942 en territore ennemi ; mort en Russie touché par erreur par l'artillerie aérienne allemande le 26 octobre 1942 |
| Leutnant             | Georg Jauernik                               | St.G 77, SG 10, SG 77                         | 1000                | 27 novembre 1942             |                                               | mort accidentellement en Silésie percuté au point d'arrêt par un autre appareil le 8 février 1945 |
| Hauptmann (posthume) | Karl Fitzner                                 | JGr. 88, KGr. 88, St.G 77                     | 565 à 750           | 27 novembre 1942             |                                               | un des rares pilotes de Ju 87 présent en Espagne ; son avion explose en plein combat au-dessus de l'URSS le 8 juillet 1943 entrainant également son ailier |
| Hauptmann (posthume) | Günther Schmid                               | St.G 2                                        | 700                 | 23 décembre 1942             |                                               | tué dans l'explosion de son avion en Russie le 14 juillet 1943 |
| Hauptmann            | Hendrik Stahl                                | St.G 2, SG 2                                  | 1200                | 23 décembre 1942             | 24/06/1944                                    | 100 chars, 4 ponts, 2 locomotives, 1 train, 25 batteries de DCA |
| Major                | Richard Czekay                               | St.G 76, St.G 2, LG 1                         | 550                 | 30 décembre 1942             |                                               | décédé en 2009 |

### Année 1943
- 35 croix de chevalier décernées  (8 à titre posthume)
- 7 pilotes recevront ultérieurement les feuilles de chêne  (plus 2 recommandés)
- 24 pilotes sont morts ou portés disparus avant la fin de la guerre

| Grades                  | Pilotes            | Unités                                              | Missions effectuées | Chevalier                  | Autres décorations                    | Faits d'armes connus / remarques |
| ----------------------- | ------------------ | --------------------------------------------------- | ------------------- | -------------------------- | ------------------------------------- | --- |
| Major                   | Franz Kieslich     | St.G 77, SG 77, SG 151                              | 1078                | 5 janvier 1943             | 10/10/1944                            | 10 navires pour 21 500 tonneaux, 1 destroyer, 1 sous-marin ; abattu vingt fois dont plusieurs crashs, une éjection et blessé une fois ; décédé en 2012, |
| Leutnant                | Kurt Stifter       | St.G 77                                             | 482                 | 22 janvier 1943 (posthume) |                                       | tué après un coup direct de la DCA en Russie le 21 décembre 1942 |
| Oberleutnant            | Theodor Langhart   | St.G 77                                             | 342                 | 22 janvier 1943 (posthume) |                                       | abattu en territoire ennemi le 19 décembre 1942 mais sauvé par un autre équipage ; tué trois jours plus tard d'un coup direct de la DCA russe le 22 décembre 1942                                                                                               |
| Hauptmann               | Siegfried Göbel    | Tr.Gr.186, St.G 3, St.G 151, St.G 102, SG 102, SG 3 | 700                 | 3 février 1943             |                                       | 50 000 tonneaux de navire incluant le HMS Coventry ; abattu et blessé en mer en août 1942 ; abattu au total 3 fois, la dernière entraîne sa capture par les Soviétiques près du lac Balaton le 19 mars 1945 ; décédé en 1988                                    |
| Hauptmann               | Alexander Gläser   | St.G 77, St.G 151, SG 77                            | 1123                | 19 février 1943            | 28/03/1945                            | décédé en 2003 |
| Oberleutnant            | Paul Langkopf      | St.G 77                                             | 600                 | 19 février 1943            |                                       | décédé en 1961 d'un accident de la route |
| Oberleutnant            | Werner Weihrauch   | St.G 77, SG 152, SG 151, SG 77                      | 992                 | 19 février 1943            |                                       | 1 sous-marin, 1 mouilleur de mines, 3 victoires ; décédé en 1999 |
| Hauptmann (posthume)    | Wilfried Herling   | St.G 2, SG 2                                        | 700                 | 4 mars 1943                |                                       | 26 chars, 10 canons de DCA, 6 trains de marchandises, 2 trains blindés, plusieurs navires endommagés ; tué le 28 novembre 1943 percuté par le Ju 87 de Hans Krumminga, lui-même abattu par erreur par la DCA allemande                                          |
| Major                   | Kurt Huhn          | St.G 77                                             | 550                 | 17 mars 1943               |                                       | décédé en 1997 |
| Hauptmann               | Joachim Langbehn   | St.G 1, St.G 2                                      | 400                 | 24 mars 1943 (posthume)    |                                       | abattu par la DCA au-dessus du Don près de Stalingrad le 25 novembre 1942 |
| Hauptmann               | Kurt Walter        | KG 26, St.G 3                                       | 184                 | 26 mars 1943 (posthume)    |                                       | participe à l'attaque du croiseur léger HMS Coventry, 1 destroyer, 1 patrouilleur, 20 000 tonneaux de cargos ; abattu le 26 octobre 1942 au retour d'une mission sur El-Alamein par un chasseur britannique, il saute mais son parachute ne s'ouvre pas à temps |
| Hauptmann (posthume)    | Kurt Rick          | St.G 77                                             | 520                 | 3 avril 1943 (posthume)    |                                       | abattu par la DCA à Stalingrad le 5 février 1943 |
| Hauptmann               | Hans Schalanda     | St.G 1, SG 1                                        | 933                 | 3 avril 1943               | 24/10/1944                            | 1 navire de guerre 7 000 tonneaux, 10 000 tonneaux d'autres navires ; blessé 2 fois, abattu 7 fois, la dernière en Poméranie par la DCA le 26 mars 1945 et n'en réchappe pas                                                                                    |
| Oberfeldwebel           | Siegfried Huber    | St.G 2                                              | 434                 | 3 avril 1943 (posthume)    |                                       | 24 chars, 25 canons, 70 véhicules, 1 destroyer endommagé ; mort au combat en URSS le 19 janvier 1943 |
| Hauptmann               | Andreas Kuffner    | St.G 2, St.G 151, SG 3, SG 9                        | 1000                | 16 avril 1943              | 20/12/1944                            | 60 chars ; blessé et hospitalisé pendant deux mois fin 1942 ; abattu par la RAF le 30 avril 1945 en phase d'atterrissage près de Schwerin en Allemagne |
| Hauptmann               | Immo Fritzsche     | St.G 2, SG 2                                        | 700                 | 16 avril 1943              |                                       | 1 victoire ; abattu une fois en territoire ennemi et récupéré par un ailier ; gravement blessé en Russie le 13 décembre 1943 ; décédé le lendemain |
| Hauptmann               | Wilhelm Klüber     | St.G 1, St.G 151, SG 1                              | 551                 | 16 avril 1943              |                                       | abattu par la DCA russe le 19 juillet 1944 |
| Oberleutnant            | Wilhelm Bromen     | St.G 2, SG 151, SG 9                                | 965                 | 16 avril 1943              |                                       | 76 chars, 4 trains blindés, 12 autres trains, 7 victoires ; abattu et gravement blessé le 30 avril 1945 en Allemagne par des Spitfire aux alentours de Schwerin près avoir lui-même abattu un adversaire ; décédé en 1990                                       |
| Oberleutnant (posthume) | Willi Hörner       | St.G 2                                              | 500                 | 10 mai 1943                |                                       | abattu par des tirs au sol près d'Orel le 21 juillet 1943 |
| Major                   | Erhard Jähnert     | St.G 2, St.G 3, SG 3                                | 622                 | 18 mai 1943                | recommandé pour les feuilles de chêne | 25 chars, coups au but sur 3 destroyers ; parachuté indemne une fois ; auteur de plusieurs livres ; décédé en 2006 |
| Oberleutnant            | Gustav Schubert    | St.G 1, SG 1                                        | 1100                | 22 mai 1943                | 24/10/1944                            | 70 chars, 2 patrouilleurs, 2 ponts, 3 victoires ; abattu en Prusse sur FW 190 d'un tir direct de DCA le 20 janvier 1945 |
| Major                   | Werner Roell       | St.G 77, SG 77, JV 44                               | 477                 | 25 mai 1943                |                                       | 1 croiseur, 1 victoire ; touché 7 fois par la DCA ; décédé en 2008 |
| Hauptmann (posthume)    | Rudolf Trenn       | St.G 77, SKG 10                                     | 518                 | 25 mai 1943 (posthume)     |                                       | 17 chars ; tué accidentellement à Poix-du-Nord dans une collision au décollage le 16 avril 1943 |
| Hauptmann               | Kurt-Albert Pape   | LG 1, St.G 5                                        | 350                 | 20 juin 1943               |                                       | plusieurs gros navires et installations portuaires ; tué en URSS le 20 juin 1943 quand sa bombe explose touchée par la DCA |
| Oberfeldwebel           | Erich Peter        | St.G 2, LG 1, SG 151                                | 570                 | 22 juillet 1943            |                                       | 25 chars ; abattu par un chasseur russe près de Berlin le 25 avril 1945 |
| Hauptmann               | Friedrich Lorenz   | LG 1, St.G 5, St.G 1                                | 350                 | 31 juillet 1943 (posthume) |                                       | abattu d'un coup direct de DCA en Russie le 17 juillet 1943 |
| Oberleutnant            | Hans Krumminga     | St.G 2                                              | 779                 | 19 septembre 1943          |                                       | tué en Russie le 28 novembre 1943 abattu par erreur par la DCA allemande |
| Leutnant                | Kurt Plenzat       | St.G 2, SG 2                                        | 1234                | 19 septembre 1943          | 24/01/1945                            | 80 chars, de nombreux navires de guerre, 4 victoires ; descendu à sept reprises et crashé à chaque fois ; décédé en 1998 |
| Hauptmann               | Franz Roka         | St.G 2, St.G 1                                      | 515                 | 9 octobre 1943             |                                       | 50 chars, 5 ponts, 1 train blindé, 4 victoires ; capturé le 21 octobre 1943 à la suite d'une panne de moteur et probablement exécuté avec son coéquipié par des partisans soviétiques                                                                           |
| Hauptmann               | Heinz Jungclaussen | St.G 2, SG 4                                        | 1000                | 9 octobre 1943             |                                       | abattu sur FW 190 par des Typhoon britanniques aux alentours de Bastogne le 26 décembre 1944 |
| Hauptmann               | Günther Hitz       | St.G 77, SG 77                                      | 832                 | 22 novembre 1943           |                                       | blessé en novembre 1942 ; disparu le 11 avril 1944 en URSS |
| Hauptmann               | Hans-Joachim Brand | St.G 2, St.G 77, SG 77                              | 964                 | 5 décembre 1943            | recommandé pour les feuilles de chêne | abattu par la DCA russe le 18 avril 1944 près de Berlin |
| Fahnenjunker-Feldwebel  | Osmar Griebel      | St.G 77, SG 77                                      | 800                 | 5 décembre 1943            |                                       | abattu par des tirs au sol en Ukraine le 9 mars 1944 ; son radio-mitrailleur parvient à s'éjecter |
| Hauptmann               | Heinrich Zwipf     | St.G 77, SG 77, SG 4                                | 600                 | 31 décembre 1943           |                                       | tué en Italie après un combat aérien et un atterrissage d'urgence le 7 avril 1944 |
| Major                   | Herbert Bauer      | St.G 2, SG 103, SG 2                                | 1071                | 31 décembre 1943           | 30/09/1944                            | 51 chars, 2 trains blindés, de nombreux navires touchés, 11 victoires ; sévèrement blessé à la machoire à Kronstadt en avril 1942 ; descendu plusieurs fois au-dessus du Kouban ; décédé en 1997                                                                |

### Année 1944
- 75 croix de chevalier décernées  (13 à titre posthume)
- 3 pilotes recevront ultérieurement les feuilles de chêne  (plus 1 recommandé)
- 34 pilotes sont morts ou portés disparus avant la fin de la guerre

| Grades              | Pilotes                 | Unités                                         | Missions effectuées | Chevalier                   | Autres décorations                    | Faits d'armes connus / remarques |
| ------------------- | ----------------------- | ---------------------------------------------- | ------------------- | --------------------------- | ------------------------------------- | --- |
| Hauptmann           | Ludwig Leingärtner      | LG 1, St.G 5, St.G 1, SG 1                     | 540                 | 5 février 1944              |                                       | tué le 11 avril 1944 en tant que passager d'un Ju 52 abattu au nord de Torgau |
| Hauptmann           | Hans Steinwachs         | St.G 1, SG 1, SG 151                           | 600                 | 5 février 1944              |                                       | 31 chars ; abattu par la DCA russe en Allemagne le 14 février 1945 |
| Hauptmann           | Willi Viertel           | Tr.Gr.186, St.G 1                              | 603                 | 5 février 1944 (posthume)   |                                       | 24 chars, 3 ponts, 17 bateaux ; abattu à basse altitude en URSS d'un coup direct de DCA le 31 août 1943 |
| Oberleutnant        | Otto Hulsch             | St.G 1, SG 1                                   | 600                 | 5 février 1944              |                                       | 34 chars, 8 canons anti-aérien, plusieurs trains ; blessé dans un atterrissage d'urgence en juin 1942 ; tué par l'aviation soviétique en Pologne le 16 janvier 1945 |
| Hauptmann           | Hubert Pölz             | St.G 2, St.G 3, SG 3, SG 151                   | 1055                | 5 février 1944              | 25/11/1944                            | 6 chars, HMS Auckland, d'autres navires de guerre et de transport, 11 victoires ; portée disparu en mer en Espagne en 1992 ; déclaré décédé en 2002 |
| Leutnant            | Karl-Georg Gschwendtner | St.G 77, SG 77, SG 103                         | 800                 | 5 février 1944              |                                       | 39 chars, 2 bateaux, 25 artilleries, deux trains, 150 vehicules ; abattu deux fois, éjecté et blessé une fois ; finalement abattu au combat par un La-5 sur Prague le 5 mai 1945 |
| Major               | Eberhard Jacob          | St.G 2, St.G 3                                 | 450                 | 29 février 1944             |                                       | HMS Formidable endommagé ; blessé à deux reprises ; décédé en 1982 |
| Hauptmann           | Egon Stoll-Berberich    | Tr.Gr.186, St.G 1, SG 151, SG 77               | 734                 | 29 février 1944             |                                       | 46 chars ; abattu sept fois, blessé deux fois ; décédé en 1973 |
| Oberleutnant        | Theodor Haker           | St.G 77, SG 77                                 | 918                 | 29 février 1944             |                                       | plusieurs cargos ; abattu par un P-51 puis capturé par des partisans en Pologne le 25 juillet 1944, il échoue à se suicider ; il est ensuite sauvé par des troupes allemandes mais tous sont tués le lendemain ; seul son radio l'oberfeldwebel Friedhelm Maahs s'en sort blessé                                                      |
| Oberfeldwebel       | Erich Pätz              | St.G 2, SG 2                                   | 712                 | 29 février 1944 (posthume)  |                                       | disparu le 25 octobre 1943 après avoir été touché par la DCA russe, bienqu'un parachute fut observé |
| Oberleutnant        | Wilhelm Joswig          | St.G 1, St.G 2, SG 2                           | 820                 | 29 février 1944             |                                       | 88 chars, 3 navires, 1 sous-marin, 13 ponts, 2 trains, 2 victoires ; trois atterrissages derrière les lignes ennemis pour récupérer des équipages ; blessé 5 fois dont une fois aux yeux en 1943 le contraignant à un vol d'un quart d'heure avant de sauter ; une dernière fois blessé gravement le 23 janvier 1944 ; décédé en 1989 |
| Leutnant            | Jakob Jenster           | Tr.Gr.186, St.G 1, St.G 2, SG 2                | 960                 | 29 février 1944             |                                       | 100 chars ; livré aux Soviétiques peu après la fin de la guerre ; libéré en 1949 ; décédé en 2009 |
| Leutnant            | Gerhard Bauer           | St.G 77, SG 103, SG 77                         | 650                 | 29 février 1944             |                                       | abattu au décollage en Allemagne par des P-51 le 17 avril 1945 |
| Leutnant            | Herbert Dawedeit        | St.G 77, SG 77, SG 111                         | 806                 | 29 février 1944             |                                       | 34 chars, plusieurs trains ; abattu 6 fois, 3 éjections ; décédé en 1999 |
| Oberfeldwebel       | Adolf Weiß              | St.G 77, SG 77, SG 151                         | 860                 | 29 février 1944             |                                       | 32 chars ; décédé en 1996 |
| Oberfeldwebel       | Hans Luhr               | St.G 77, SG 77, SG 102                         | 850                 | 29 février 1944             |                                       | 33 chars, 1 navire de transport, 1 cargo, 1 sous-marin, 1 train blindé, 5 ponts, 8 victoires ; abattu en Tchécoslovaquie le 20 septembre 1944 par la chasse américaine |
| Oberfeldwebel       | Rudi Reußner            | St.G 77, SG 2                                  | 900 - 1200          | 29 février 1944             |                                       | décédé en 1987 ; son radio-mitrailleur l'oberfeldwebel Wilhelm Tschenett est tué en mars 1945 et sera proposé pour la croix de chevalier |
| Feldwebel           | Karl Hager              | St.G 2, SG 152                                 | 700                 | 29 février 1944 (posthume)  |                                       | tué lors d'une collision en vol d'instruction en Yougoslavie le 4 février 1944 |
| Feldwebel           | Karl Zellner            | St.G 77                                        | 595                 | 29 février 1944 (posthume)  |                                       | percuté par un ailier au-dessus de la Russie en traversant les nuages le 13 septembre 1943 |
| Hauptmann           | Gerhard Stüdemann       | St.G 77, St.G 151, SG 77                       | 996                 | 26 mars 1944                | 28/03/1945                            | 117 chars, 31 artilleries, 30 trains blindés, plusieurs autres trains, 1 200 tonneaux de navires ; il sauve un jour un équipage abattu sous le feu ennemi ; décédé en 1998 |
| Hauptmann           | Günther Ludigkeit       | St.G 77, SG 10                                 | 800                 | 26 mars 1944                |                                       | décédé en 1961 |
| Hauptmann           | Anton Andorfer          | St.G 77, SG 77                                 | 1000                | 26 mars 1944                |                                       | 45 chars, 10 cargos (13 000 tonneaux), 1 croiseur armé, 50 canons d'artilleries, de nombreux ponts ; abattu près de Berlin par la DCA russe le 11 avril 1945 |
| Oberleutnant        | Johann-Alfred Klaus     | St.G 1, SG 1                                   | 812                 | 26 mars 1944                |                                       | 65 chars, 37 canons, 10 trains, 5 camions lance-roquettes, 2 victoires ; capturé le 20 octobre 1944 après avoir été touché par des tirs russes en Prusse |
| Oberleutnant        | Christian Künkel        | St.G 3, SG 3                                   | 480                 | 26 mars 1944 (posthume)     |                                       | tué en percutant le sol le 27 janvier 1944 lors d'une attaque en URSS |
| Oberleutnant        | Hans-Joachim Jäschke    | St.G 1, SG 1                                   | 553                 | 26 mars 1944                |                                       | 78 chars, 100 camions, 11 ponts ; abattu par la DCA russe en Hongrie le 21 juillet 1944 lors d'un mitraillage au sol |
| Leutnant            | Helmut Benkendorff      | JG 3, St.G 1, SG 1                             | 666                 | 26 mars 1944                |                                       | initialement affecté à la chasse ; 11 victoires sur Stalingrad ; décédé en 1971 |
| Oberfeldwebel       | Alois Wosnitza          | St.G 77, SG 77, SG 102, SG 103, SG 10          | 1217                | 26 mars 1944                | recommandé pour les feuilles de chêne | 104 chars, 2 trains blindés, 12 ponts, 1 cargos, 1 navire de transport de troupe, nombreux véhicules, 2 victoires, plusieurs barges de débarquement ; gravement blessé le 15 avril 1945 ; décédé en 1982 |
| Hauptmann           | Kurt Lau                | St.G 3, St.G 2, SG 2, SG 103                   | 897                 | 6 avril 1944                |                                       | 80 chars, 2 victoires ; abattu et ejecté deux fois sans dommage ; décédé en 1993 |
| Hauptmann           | Arthur Pipan            | St.G 1, SG 1                                   | 758                 | 6 avril 1944                |                                       | plusieurs chars, 10 locomotives, 9 ponts, 1 canonnière, plusieurs véhicules et canons ; décédé en 2009 |
| Oberleutnant        | Hans-Adolf Meyer        | St.G 1, St.G 3, SG 3                           | 402                 | 6 avril 1944                |                                       | 12 chars, 2 cargos, 1 destroyer, 3 destroyers en collaboration, plusieurs ponts, 1 victoire ; tué accidentellement à basse altitude en Allemagne le 1er juillet 1944 lors d'un vol de transfert |
| Leutnant            | Wilhelm Noller          | St.G 2, SG 2, SG 10                            | 1058                | 6 avril 1944                |                                       | 85 chars, 2 trains, 2 navires, 5 ponts, 2 victoires ; abattu une fois et blessé une fois dans un accident au décollage en juillet 1942 ; capturé le 10 avril 1945 par les Russes mais il parvient à s'évader ; décédé en 2011 |
| Leutnant            | Heinrich Meyering       | St.G 2, SG 2, SG 103, SG 10                    | 972                 | 6 avril 1944                |                                       | décédé en 2003 |
| Hauptmann           | Paul Dose               | St.G 2, SG 2, SG 151                           | 781                 | 4 mai 1944                  |                                       | décédé en 2003 |
| Hauptmann           | Werner Panse            | St.G 1, SG 1                                   | 635                 | 4 mai 1944                  |                                       | gravement blessé (brûlures au second et troisième degré) par la DCA en Pologne le 1er août 1944 ; décédé en 1995 |
| Leutnant            | Fritz Neumüller         | Aufkl.Gr. 13, St.G 77, SG 10                   | 610                 | 4 mai 1944                  |                                       | blessé une fois ; crashé une fois derrière les lignes ennemies ; disparu en URSS après avoir été frappé d'un coup direct de la DCA le 8 août 1944 |
| Oberfeldwebel       | Herbert Rabben          | St.G 77, SG 77                                 | 743                 | 4 mai 1944                  |                                       | décédé en 1995 |
| Oberfeldwebel       | Konrad Fechner          | St.G 77, SG 10                                 | 726                 | 4 mai 1944                  |                                       | décédé en 2013 |
| Major               | Horst Schiller          | St.G 1, St.G 3                                 | 466                 | 9 juin 1944 (posthume)      |                                       | 17 chars, 2 cargos, 1 train blindé, 1 batterie côtière ; disparu le 2 juin 1943 après s'être parachuté victime de la DCA en URSS |
| Oberleutnant        | Helmut Fickel           | St.G 2, SG 2                                   | 800                 | 9 juin 1944                 |                                       | 1 victoire ; abattu 3 fois ; décédé en 2005 |
| Leutnant            | Herbert Schmidt         | St.G 77, SG 3                                  | 600                 | 9 juin 1944                 |                                       | tué accidentellement en Allemagne lors d'un vol de transfert le 22 janvier 1945 |
| Oberfeldwebel       | Hans-Otto Meier         | St.G 77, SG 77                                 | 711                 | 9 juin 1944 (posthume)      |                                       | 1 pétrolier de 12 000 tonneaux, 1 vedette anti-aérienne ; abattu en Russie le 2 mai 1944 |
| Leutnant            | Walter Hoffmann         | St.G 1, SG 1                                   | 694                 | 16 juin 1944                |                                       | abattu et grièvement blessé par un chasseur près de Berlin le 16 avril 1945 ; décédé en 1981 |
| Hauptmann           | Rudolf Mrkva            | St.G 2, SG 2                                   | 866                 | 20 juillet 1944             |                                       | 4 victoires ; décédé en 1979 |
| Hauptmann           | Hans Töpfer             | St.G 3, SG 3                                   | 600                 | 20 juillet 1944             |                                       | capturé et gravement blessé le 19 février 1945 après avoir été abattu en Prusse Orientale ; abattu et blessé au total deux fois ; décédé en 1955 |
| Oberleutnant        | Wilhlem Stähler         | St.G 2, SG 2                                   | 1100                | 20 juillet 1944             | 28/03/1945                            | plusieurs crashs dû à la DCA et la chasse ennemie ; 804 missions avec son radio-mitrailleur Albert Arz qui sera proposé pour la croix de chevalier ; décédé en 1978 |
| Oberleutnant        | Hans Schwirblat         | St.G 2, SG 2                                   | 810                 | 20 juillet 1944             |                                       | gravement blessé à la jambe gauche le 31 mai 1944 après un tir de la DCA ; amputé, il perd également plusieurs doigts mais revole à la fin de la guerre et détruit 4 chars ; décédé en 1986 |
| Oberfeldwebel       | Werner Honsberg         | St.G 77, SG 151, SG 77                         | 900                 | 20 juillet 1944             |                                       | 30 chars, 1 train blindé, 2 cargos, 1 croiseur endommagé, 2 victoires ; décédé en 2008 |
| Oberfeldwebel       | Josef Grewe             | St.G 77, SG 77                                 | 800                 | 20 juillet 1944             |                                       | blessé à deux reprises ; décédé en 1962 |
| Oberfeldwebel       | Josef Huber             | St.G 77, SG 77                                 | 721                 | 20 juillet 1944             |                                       | 46 chars, 250 véhicules, 2 trains blindés, 2 ponts ; décédé en 2008 |
| Oberfeldwebel       | Otto Heinrich           | St.G 77, JG 2, SKG 10                          | 608                 | 20 juillet 1944 (posthume)  |                                       | 14 artilleries anti-aériennes, 1 train blindé, 4 locomotives, 1 torpilleur, 3 victoires ; son avion s'écrase le 22 mai 1944 lors d'une mission sur le canal de la Manche |
| Oberfeldwebel       | Johann Zellner          | St.G 77, SG 77                                 | 650                 | 20 juillet 1944             |                                       | tué accidentellement en Allemagne le 27 février 1945 |
| Hauptmann           | Kurt Riegel             | St.G 2, St.G 3, SG 3                           | 450                 | 8 août 1944 (posthume)      |                                       | abattu par la DCA soviétique lors d'une attaque de chars le 1er juillet 1944 |
| Hauptmann           | Werner Hoffmann         | St.G 1, St.G 5, SG 1                           | 500                 | 8 août 1944                 |                                       | abattu d'un coup direct de la DCA le 7 février 1945 lors d'une attaque sur un pont en Allemagne |
| Leutnant (posthume) | Werner Rudolf Hauck     | St.G 77, ZG 76, ZG 101, JG 102                 | 300                 | 8 août 1944                 |                                       | 10 000 tonnes de navires et un destroyer ; transféré dans la chasse lourde en juin 1943, il obtient 9 victoires aériennes (dont 8 quadrimoteurs) en neuf missions ; abattu par un P-51 d'une escadrille polonaise le 18 octobre 1944 lors d'un vol d'entraînement au-dessus d'Aalborg au Danemark,                                    |
| Oberfeldwebel       | Anton Hübsch            | St.G 2, SG 2                                   | 1060                | 8 août 1944                 |                                       | 120 chars, 2 navires de transport, 1 croiseur endommagé, 8 victoires ; descendu 6 fois et blessé 1 fois ; décédé en 1973 |
| Oberfeldwebel       | Wolfgang Ensle          | St.G 2, SG 2                                   | 762                 | 8 août 1944                 |                                       | 34 chars ; abattu et blessé au-dessus de la Hongrie le 26 novembre 1944 par un P-38 ; décédé en 2007 |
| Oberfeldwebel       | Helmut Köster           | St.G 2, SG 2                                   | 700                 | 8 août 1944 (posthume)      |                                       | mort à l'entraînement en Hongrie le 8 août 1944 sur FW 190 en percutant un autre chasseur |
| Oberfeldwebel       | Alfred Heiduschka       | St.G 2, SG 2                                   | 750                 | 8 août 1944 (posthume)      |                                       | intercepté en Hongrie par des P-38 au retour d'une mission le 21 mars 1945 |
| Oberfeldwebel       | Hans Ludwig             | St.G 2, SG 2                                   | 750                 | 8 août 1944                 |                                       | 85 chars, 63 barges de débarquement ; percuté par un Il-2 le 20 janvier 1945 en Prusse |
| Hauptmann           | Manfred Götze           | St.G 77, SG 77, SG 10                          | 800                 | 19 août 1944                |                                       | 16 victoires ; abattu par la DCA en Hongrie le 4 janvier 1945 après avoir remporté ses deux dernières victoires |
| Oberleutnant        | Eginhard Weißmann       | St.G 2, SG 2                                   | 740                 | 5 septembre 1944            |                                       | décédé en 1998 |
| Oberfeldwebel       | Karl-Heinrich Welzel    | St.G 77, SG 10                                 | 600                 | 5 septembre 1944            |                                       | grièvement blessé en URSS le 14 juillet 1944 ; décédé en 2002 |
| Feldwebel           | Ignatz Schweizer        | St.G 77, SG 10                                 | 500                 | 30 septembre 1944           |                                       | s'écrase près de Budapest le 26 octobre 1944 pour une raison inconnue |
| Leutnant            | Günther Honnefeller     | St.G 77, SG 10                                 | 609                 | 17 octobre 1944             |                                       | 10 victoires ; décédé en 1998 |
| Oberleutnant        | Wilhelm Meyn            | St.G 3, SG 3                                   | 721                 | 24 octobre 1944             |                                       | 26 victoires ; abattu 7 fois, 1 éjection ; décédé en 2002 |
| Oberleutnant        | Rainer Nossek           | St.G 2, SG 2, SG 3, SG 9                       | 800                 | 29 octobre 1944             |                                       | 73 chars, 1 destroyer, 1 tanker ; abattu par des Spitfire à l'atterrissage près de Schwerin en Allemagne le 30 avril 1945 |
| Leutnant            | Heinz-Georg Kempken     | St.G 3, SG 3                                   | 580                 | 29 octobre 1944             |                                       | 1 victoire ; décédé en 2006 |
| Feldwebel           | Robert Bumen            | St.G 77, SG 77                                 | 600                 | 29 octobre 1944 (posthume)  |                                       | disparu le 25 juillet 1944 en Pologne après avoir été touché par la chasse russe |
| Oberstleutnant      | Ewald Janssen           | St.G 2, Sch.G. 1, St.G 2, JG 300, JG 302, SG 4 | 400                 | 31 octobre 1944             |                                       | 3 victoires ; affecté à la chasse en 1943 ; décédé en 1985 |
| Hauptmann           | Helmut Schübel          | St.G 2, SG 2                                   | 596                 | 18 novembre 1944 (posthume) |                                       | crashé à l'atterrissage en Roumanie le 25 août 1944 après des dommages au combat et gravement brûlé ; décédé le jour même à l'hôpital |
| Oberfeldwebel       | Christian Schütt        | St.G 77, SG 77                                 | ~ 600               | 18 novembre 1944            |                                       | disparu au-dessus de l'Allemagne en avril 1945 |
| Oberfeldwebel       | Ulrich Mundt            | St.G 1, SG 77, SG 151, SG 152, SG 9            | 537                 | 25 novembre 1944            |                                       | 40 chars, 25 ponts, 1 ravitailleur, 1 croiseur endommagé ; tué sur Ju 87 le 29 janvier 1945 en effectuant un atterrissage d'urgence par mauvais temps en Poméranie |
| Oberfeldwebel       | Heinz Edhofer           | St.G 2, SG 2                                   | 700                 | 30 novembre 1944            |                                       | 84 chars, 1 victoire ; disparu lors d'un vol de transfert près de Prague en avril 1945 ; il survit néanmoins à la guerre ; décédé en 1978 |
| Feldwebel           | Horst Hermann           | St.G 2, SG 2                                   | 729                 | 6 décembre 1944             |                                       | 3 victoires ; abattu une fois en 1941 |
| Oberfeldwebel       | Alfred Gies             | St.G 2, SG 2                                   | 667                 | 16 décembre 1944            |                                       | 54 chars ; décédé en 1993 |

### Année 1945
- 14 croix de chevalier décernées  (2 à titre posthume, 1 en captivité)
- 1 pilote est mort avant la fin de la guerre

| Grades                     | Pilotes           | Unités                             | Missions effectuées | Chevalier       | Faits d'armes connus / remarques |
| -------------------------- | ----------------- | ---------------------------------- | ------------------- | --------------- | --- |
| Leutnant                   | Ernst Orzegowski  | St.G 77, SG 77, SG 10              | 682                 | 14 janvier 1945 | 31 chars, 3 victoires ; blessé en Allemagne le 29 avril 1945 à la suite d'un éclatement de pneu ; décédé en 2005                                                                                     |
| Hauptmann                  | Kurt Goldbruch    | St.G 1, SG 1                       | 600                 | 28 janvier 1945 | blessé une fois ainsi qu'un atterrissage forcé ; abattu en Allemagne le 19 avril 1945 |
| Fahnenjunker-Oberfeldwebel | Paul Günther      | St.G 2, St.G 77, SG 10             | 577                 | 2 février 1945  | 11 victoires ; abattu sept fois, blessé deux fois, deux crashs derrière les lignes ennemies ; décédé en 1979                                                                                         |
| Oberleutnant               | Paul Haidle       | St.G 77, SG 77                     | 694                 | 16 février 1945 | décédé en 1999 |
| Oberfeldwebel              | Siegfried Fischer | St.G 1, SG 1                       | 713                 | 28 février 1945 | 80 chars, 1 sous-marin en collaboration, 15 victoires ; abattu 12 fois, blessé et évadé une fois ; à nouveau abattu et blessé le 17 avril 1945 vers Francfort-sur-l'Oder par la DCA ; décédé en 1998 |
| Leutnant                   | Anton Korol       | St.G 151, St.G 2, SG 2             | 704                 | 12 mars 1945    | 99 chars, 200 autres endommagés ; descendu 4 fois ; décédé en 1981 |
| Oberleutnant               | Herbert Piske     | JG 3, St.G 77, SG 10               | 783                 | 15 mars 1945    | 125 missions dans la chasse ; 23 chars, 3 victoires ; abattu 9 fois ; capturé par les Américains le 12 mai 1945 puis livré aux Soviétiques                                                           |
| Oberleutnant               | Max Diepold       | St.G 2, SG 2, SG 77                | 500                 | 28 mars 1945    | 87 chars ; décédé en 2001 |
| Oberfeldwebel              | Horst Görtler     | St.G 2, SG 77                      | 700                 | 28 mars 1945    | décédé dans un accident d'avion en 1995 |
| Leutnant                   | Karl Spreitzer    | St.G 76, St.G 1, St.G 2, SG 2      | 652                 | 1er avril 1945  | commence sa carrière comme radio-mitrailleur ; 11 chars, 8 000 tonneaux de cargos ; abattu et blessé 3 fois ; décédé en 2009                                                                         |
| Oberleutnant               | Gunther Kilian    | St.G 77, SG 77                     | 388                 | 2 avril 1945    | plusieurs ponts détruits, 1 victoire ; abattu 5 fois, blessé à 3 reprises ; crashé le 20 mars 1945 après avoir pecuté un obstacle, il survit néanmoins ; décédé en 2010                              |
| Hauptmann                  | Heinz Niehuus     | St.G 77, SG 77, SG 3               | 541                 | 17 avril 1945   | abattu 5 fois, une éjection ; décédé en 1989 |
| Hauptmann                  | Rudolf Neumann    | LG 1, St.G 5, SG 101, SG 151, SG 1 | 550                 | 17 avril 1945   | éjecté à deux occasions ; disparu et crashé une fois ; décédé en 1995 |
| Oberfähnrich               | Heinz Meyer       | St.G 103, St.G 2, SG 2             | 618                 | 17 avril 1945   | 40 chars, 50 pièces d'artillerie lourde, 100 camions, 3 ponts, 2 dépôts de munitions, 2 trains de marchandises endommagés ; décédé en 1995                                                           |

## Pilotes d'attaque au sol
- 78 croix de chevalier décernées  (13 à titre posthume)
- 11 pilotes recevront ultérieurement les feuilles de chêne  (3 à titre posthume plus 2 recommandés)
- 1 pilote recevra également les glaives
- 41 pilotes sont morts ou portés disparus avant la fin de la guerre

| Grades                    | Pilotes                  | Unités                                                              | Missions effectuées | Chevalier                      | Autres décorations                    | Faits d'armes connus / remarques |
| ------------------------- | ------------------------ | ------------------------------------------------------------------- | ------------------- | ------------------------------ | ------------------------------------- | --- |
| Oberst                    | Otto Weiss               | LG 2, Sch.G 1                                                       | 520                 | 18 mai 1940                    | 31/12/1941                            | surnommé le "lion de Kalinin" pour ses nombreuses attaques à basse altitude contre les Soviétiques dans la région de Kalinin au nord-ouest de Moscou ; promu inspecteur en 1942 ; décédé en 1955                                                         |
| Major                     | Egon Thiem               | LG 2, Sch.G 2, SG 10                                                | 300                 | 21 juillet 1940                |                                       | décédé en 1959 |
| Major                     | Horst Freiherr von Grote | LG 2                                                                | ?                   | 21 juillet 1940                |                                       | transféré dans les paras ; décédé en 2008 |
| Hauptmann                 | Wolf-Dietrich Peitsmeyer | LG 2, Sch.G 2                                                       | 100                 | 21 juillet 1940                |                                       | disparu le 10 décembre 1942 entre la Sicile et Tripoli sur avion de transport, abattu par un Beaufighter britannique |
| Hauptmann                 | Walter Rubensdörffer     | JGr 88, LG 1, Erpr.Grp. 210                                         | ?                   | 19 août 1940 (posthume)        |                                       | 1 victoire en Espagne ; craché le 15 août 1940 après avoir été touché par un chasseur durant la Bataille d'Angleterre |
| Hauptmann                 | Otto Hintze              | Tr.Gr.186, Erpr.Grp. 210                                            | 200                 | 24 novembre 1940               |                                       | 2 victoires ; parachuté au-dessus de l'Angleterre après avoir été touché par un chasseur le 29 octobre 1940 ; décédé en 1999 |
| Major                     | Wolfgang Schenck         | ZG 1, ZG 76 ,Erp.Gr. 210, SKG 210, ZG 1, Sch.G 2, Kdo Schenk, KG 51 | 400                 | 14 août 1941                   | 30/10/1942                            | 40 000 tonneaux de navires, 18 victoires ; décédé en 2010 |
| Oberst                    | Alfred Druschel          | LG 2, Sch.G 1, SG 4                                                 | 800                 | 21 août 1941                   | 03/09/1942 19/02/1943                 | 7 victoires ; disparu lors de l'opération Bodenplatte le 1er janvier 1945 |
| Oberstleutnant (posthume) | Georg Dörffel            | LG 2, Sch.G 1, SG 4                                                 | 1005                | 21 août 1941                   | 14/04/1943                            | 30 victoires ; abattu près de Rome le 26 mai 1944, son parachute ne s'ouvre pas |
| Major                     | Werner Dörnbrack         | LG 2, Sch.G 1, Sch.G 2, SG 4                                        | 1118                | 21 août 1941                   | 25/11/1944                            | 29 victoires ; capturé des Américains puis livré aux Russes, avant de parvenir à s'évader ; décédé en 1981 |
| Major                     | Bruno Meyer              | LG 2, Sch.G. 1, Sch.G. 2, SG 9, SG 104                              | 500                 | 21 août 1941                   |                                       | 50 chars ; décédé en 1990 |
| Major                     | Günther Tonne            | ZG 76, SKG 210, SKG 10                                              | 300                 | 5 octobre 1941                 | 24/10/1944 (posthume)                 | 20 victoires ; tué à la suite d'une panne moteur au décollage en Italie le 15 juillet 1943 |
| Hauptmann                 | Johannes Lutter          | ZG 76, SKG 210, SKG 10, SG 4, SG 151                                | 400                 | 5 octobre 1941                 |                                       | 15 chars, 30 cibles au sol, 15 000 tonneaux de tankers, 12 victoires |
| Hauptmann                 | Frank Liesendahl         | JG 2, (Jabo)/JG 2                                                   | 142                 | 19 mars 1942 (posthume)        |                                       | blessé en juillet 1941 et hospitalisé deux mois ; disparu le 17 juillet 1942 lors d'une attaque de cargos ; corps retrouvé en mer une cinquantaine de jours deux plus tard, puis immergé                                                                 |
| Major (posthume)          | Eduard Tratt             | ZG 1, SKG 210, ZG 26                                                | 350                 | 12 avril 1942                  | 26/03/1944 (posthume)                 | 24 chars, 312 camions, 33 pièces d'artillerie, 26 appareils au sol, 38 victoires ; mort en combat aérien en Allemagne le 22 février 1944 |
| Hauptmann                 | Josef Menapace           | LG 2, Sch.G 2, SG 101, Sch.G 1                                      | 723                 | 20 août 1942                   |                                       | 2 victoires ; abattu par la DCA légère russe le 6 octobre 1943 |
| Major                     | Heinz Frank              | LG 2, Sch.G 1, SG 2, SG 151                                         | 900                 | 3 septembre 1942               | 08/01/1943                            | 8 victoires ; crashé accidentellement en mai 1942 ; mortellement blessé le 7 octobre 1944 en se tirant par mégarde un coup de feu dans la hanche |
| Major                     | Fritz Schröter           | JG 2, (Jabo)/JG 2, SKG 10, SG 5, SG 10, SG 4                        | 400                 | 24 septembre 1942              |                                       | 28 000 tonnes de navires, 11 victoires ; décédé en 2007 |
| Hauptmann                 | Herbert Kutscha          | JG 77, ZG 1, ZG 76, SKG 210, ZG 1, JG 3, JG 27, JG 11               | 900                 | 24 septembre 1942              |                                       | 41 chars, 41 appareils au sol, 157 véhicules, 15 locomotives, 11 positions d'artillerie, 47 victoires ; blessé trois fois, une éjection ; décédé en 2003                                                                                                 |
| Hauptmann                 | Karl-Heinz Stricker      | KG 26, SKG 210                                                      | ?                   | 2 octobre 1942 (posthume)      |                                       | mort au combat en URSS le 13 septembre 1941 ; son radio-mitrailleur est grièvement blessé |
| Hauptmann                 | Hans Stollnberger        | LG 2, Sch.G 1, SG 101, SG 4, SG 10                                  | 645                 | 14 octobre 1942                |                                       | 45 victoires ; blessé dans une collision au décollage en mars 1943 |
| Oberstleutnant            | Paul-Friedrich Darjes    | KG 77, KG 51, Sch.G 1, ZG 1                                         | 200                 | 14 octobre 1942                |                                       | décédé en 1989 |
| Hauptmann                 | Rudolf Scheffel          | KG 76, SKG 210, ZG 1, ZG 26                                         | 259                 | 29 octobre 1942                |                                       | 50 chars, 7 victoires ; blessé en 1942 et 1943, hospitalisé plusieurs mois ; décédé en 1983 |
| Oberfeldwebel             | Hans Peterburs           | ZG 76, ZG 1, SKG 210, ZG 1, SKG 10, SG 4                            | 300                 | 25 novembre 1942               |                                       | 19 chars, 26 appareils au sol, 18 victoires ; blessé le premier jour de l'invasion de l'URSS ; abattu en Italie par un chasseur britannique le 11 janvier 1944                                                                                           |
| Oberleutnant              | Willy Tritsch            | LG 2, Sch.G 1, SG 151, SG 152                                       | 580                 | 23 décembre 1942               |                                       | 60 chars, 20 victoires ; abattu 4 fois, 2 éjections ; perd sa jambe droite dans un accident sur Fieseler Storch le 28 avril 1943 ; affecté à l'écolage ; décédé en 1971                                                                                  |
| Major                     | Helmut Viedebantt        | ZG 76, ZG 1, SKG 210, SKG 10, SG 5, KG 200                          | ?                   | 30 décembre 1942               |                                       | 23 victoires ; crashé au nord-ouest de Berlin le 1er mai 1944 lors d'une mission de largage (un parachute s'ouvre prématurément causant la perte de contrôle de l'appareil)                                                                              |
| Leutnant                  | Otto Dommeratzky         | LG 2, Sch.G 1, SG 2, SG 151                                         | 600                 | 5 janvier 1943                 | 25/11/1944 (posthume)                 | 38 victoires ; crashé à l'atterrissage le 1er octobre 1944 après que son appareil eut été gravement endommagé par un chasseur US |
| Major                     | Heinz Schumann           | JG 52, JG 51, (Jabo)/JG 2, SKG 10, SG 10                            | ?                   | 18 mars 1943                   |                                       | 21 victoires ; mort dans un combat avec des Spitfire en Belgique le 8 novembre 1943 |
| Hauptmann                 | Johannes Meinicke        | Sch.G 1                                                             | 500                 | 7 avril 1943                   |                                       | abattu par la DCA soviétique au nord-est de Kiev le 4 septembre 1943 |
| Oberleutnant              | Udo Cordes               | KG 3, SG 2                                                          | 296                 | 12 juin 1943                   |                                       | 11 chars, 81 locomotives, 2 batteries anti-aériennes ; abattu et éjecté avec succès le 23 avril 1945 ; capturé des Russes peu après l'armistice jusqu'à fin 1949 ; décédé en 2007                                                                        |
| Major                     | Karl Kennel              | ZG 76, ZG 2, Sch.G 1, SG 152, SG 2                                  | 957                 | 19 septembre 1943              | 25/11/1944                            | 34 victoires ; décédé en 1999 |
| Hauptmann                 | Karl-Heinrich Matern     | ZG 1, ZG 76, SKG 210, ZG 1                                          | ?                   | 9 octobre 1943 (posthume)      |                                       | 12 chars, 12 victoires ; abattu par un Spitfire au large de Brest le 8 octobre 1943 |
| Hauptmann                 | Günther Müller           | LG 2, Sch.G 1, SG 2                                                 | 900                 | 9 octobre 1943                 |                                       | abattu par des chasseurs américains le 23 juin 1944 à Ploesti |
| Hauptmann                 | Johannes Gehrmann        | LG 2, Sch.G 1, SG 77                                                | 600                 | 31 décembre 1943               |                                       | 8 victoires ; mort en combat aérien en Russie le 27 janvier 1944 |
| Oberleutnant              | Heinz Seiffert           | KG 3, JG 54                                                         | 350                 | 31 décembre 1943               |                                       | 37 chars, 132 camions, 77 wagons, 7 batteries de DCA, 2 ponts ferroviaires ; abattu par trois Spitfire et éjecté au-dessus de la Hollande le 23 janvier 1945 ; sévèrement blessé, il décède sur la route de l'hôpital                                    |
| Oberfeldwebel             | Hans Nuhr                | SKG 210                                                             | ?                   | 22 mars 1944                   |                                       | aucune informations supplémentaires |
| Major (posthume)          | Gerhard Walther          | ZG 76, ZG 1, SKG 10, SG 4                                           | 300                 | 26 mars 1944                   |                                       | 1 victoire ; abattu par un Spitfire le 18 mai 1944 en Italie ; il s'éjecte mais se tue en percutant un débris |
| Oberleutnant              | Erhard Nippa             | (Jabo)/JG 2, SKG 10, SG 10, SG 104, SG 111                          | 300                 | 26 mars 1944                   |                                       | décédé en 2003 |
| Oberfähnrich              | Erwin Gutzmann           | Sch.G 1, SG 2                                                       | 600                 | 26 mars 1944                   |                                       | crashé et tué en Autriche le 10 avril 1945 après avoir été blessé par des chasseurs russes |
| Oberfeldwebel             | Ehrenfried Lagois        | LG 2, Sch.G 1, SG 2                                                 | 600                 | 26 mars 1944                   |                                       | abattu accidentellement le 15 avril 1944 par la Flack allemande de retour d'une mission au-dessus de la Crimée |
| Oberleutnant              | Ernst Beutelspacher      | LG 2, Sch.G 1, SG 2                                                 | 600                 | 4 mai 1944                     |                                       | 5 victoires ; mort en combat aérien contre des chasseurs américains le 22 juillet 1944 en Roumanie |
| Oberleutnant              | August Lambert           | Sch.G 1, SG 2, SG 151, SG 77                                        | 350                 | 14 mai 1944                    | recommandé pour les feuilles de chêne | 10 chars, 116 victoires ; recordman de victoires de la Schlachtgeschwader ; abattu au décollage en Allemagne par des P-51 le 17 avril 1945 |
| Major (posthume)          | Karl-Günther Bleckmann   | Aufkl.Gr. ?, Sch.G 1, SG 2                                          | ?                   | 9 juin 1944 (posthume)         |                                       | 33 victoires ; crashé en flamme en Roumanie de retour d'une mission le 4 juin 1944 |
| Hauptmann                 | Rudolf-Heinz Ruffer      | Sch.G 1, SG 9                                                       | 300                 | 9 juin 1944                    |                                       | 80 chars (dont 72 en 80 missions) ; abattu par la DCA russe le 16 juillet 1944 |
| Oberfeldwebel             | Karl Golles              | ZG 2, SKG 10, SG 4                                                  | ?                   | 9 juin 1944                    |                                       | 4 victoires ; descendu plusieurs fois, 2 éjections ; tué en Lettonie durant une attaque à basse altitude le 7 juillet 1944 |
| Major                     | Kurt Dahlmann            | KG 4, KG 30, SKG 10, KG 51, NSGr 20                                 | 350                 | 11 juin 1944                   | 24/01/1945                            | décédé en 2017 |
| Leutnant                  | Hermann Buchner          | Sch.G 1, SG 2, SG 151, Kdo Nowotny, JG 7                            | 631                 | 20 juillet 1944                |                                       | 48 chars, 58 victoires ; capturé le 21 avril 1945 en Allemagne après un tir de DCA suivi d'un atterrissage forcé ; décédé en 2005 |
| Hauptmann                 | Rudolf Smola             | Aufkl.Gr. 21, Aufkl.Gr. 13, SG 101, SG 2, SG 151, SG 3              | 600                 | 27 juillet 1944                |                                       | 130 missions en reconnaissance ; 17 victoires ; abattu en Prusse par la DCA le 27 mars 1945 durant une attaque au sol |
| Oberleutnant              | Fritz Seyffardt          | Sch.G 2, SG 2, SG 10, SG 152, SG 151, SG 2                          | 506                 | 8 août 1944                    |                                       | 30 victoires (30 Il-2) ; décédé en 2012 |
| Leutnant                  | Herbert von Hoffer       | LG 2, Sch.G 1, SG 2, SG 77, SG 101, SG 10, JG 400                   | 700                 | 8 août 1944                    |                                       | 9 victoires ; tué dans un crash d'avion en 1967 |
| Feldwebel                 | Otto Ritz                | SG 9                                                                | ?                   | 30 septembre 1944              |                                       | 70 chars, 34 autres endommagés, 2 victoires ; disparu en mission au-dessus de l'Allemagne le 12 février 1945 |
| Leutnant                  | Hans-Georg Lohmeyer      | Sch.G 1, SG 77                                                      | 600                 | 6 octobre 1944                 |                                       | 5 victoires ; abattu par un chasseur ennemi le 22 octobre 1944 en Prusse orientale |
| Feldwebel                 | Klaus Riebicke           | LG 2, Sch.G 1, SG 77, SG 10                                         | 592                 | 6 octobre 1944 (posthume)      |                                       | abattu par la DCA en Ukraine lors d'une attaque sur une gare le 6 juin 1944 |
| Hauptmann                 | Franz Oswald             | Aufkl.Gr. 123, Sch.G 1, Sch.G 2, SG 9                               | 300                 | 24 octobre 1944                |                                       | 44 chars ; capturé pendant la Bataille de France ; également capturé et évadé en décembre 1942, puis blessé moins d'un mois plus tard et plus gravement encore en juin 1943 (six mois d'hospitalisation) ; décédé en 2003                                |
| Hauptmann                 | Hans-Hermann Steinkamp   | Sch.G 1, SG 9                                                       | 324                 | 24 octobre 1944                |                                       | 70 chars, 50 autres endommagés ; blessé et capturé à la mi-1942 puis évadé ; à nouveau blessé fin 1944 ; mort dans un crash d'avion dans les Andes en 1952                                                                                               |
| Oberleutnant              | Stephan Schmitt          | Sch.G 1, SG 77                                                      | 500                 | 29 octobre 1944 (posthume)     |                                       | 5 victoires ; il saute en parachute en Hongrie après avoir été touché par la DCA le 7 octobre 1944 ; disparu depuis |
| Oberfeldwebel             | Bruno-Richard Schulz     | Sch.G 1, Sch.G 2, SG 77                                             | 700                 | 29 octobre 1944 (posthume)     |                                       | 12 victoires ; tué le 25 août 1944 en combat aérien contre des chasseurs américains en Tchécoslovaquie |
| Oberfeldwebel             | Bernhard Johannes        | Sch.G. 1, SG 2, SG 10                                               | 308                 | 29 octobre 1944 (posthume)     |                                       | 17 victoires ; le 11 juillet 1944, il ramène son avion endommagé et s'éjecte au-dessus de sa base en Lituanie mais se tue |
| Oberleutnant              | Hans-Jürgen Klußmann     | St.G 5, SG 1, SG 103, SG 10                                         | 698                 | 9 novembre 1944                |                                       | 3 victoires ; décédé en 2009 |
| Major                     | Rupert Frost             | KG 27, NSGr 6, NSGr 9, SG 151                                       | 550                 | 25 novembre 1944               |                                       | pilote spécialisé dans l'attaque nocturne ; décédé en 1986 |
| Feldwebel                 | Erich Müller             | Sch.G 1, SG 2                                                       | 500                 | 6 décembre 1944 (posthume)     |                                       | 9 victoires ; abattu en combat aérien au-dessus de la Roumanie le 22 juillet 1944 par la chasse américaine puis mitraillé au bout de son parachute |
| Oberleutnant              | Leopold Wenger           | (Jabo)/JG 2, SKG 10, SG 10                                          | 372                 | 14 janvier 1945                |                                       | destroyer Berkeley endommagé, deux autres destroyers coulés, 2 victoires ; blessé à neuf reprises ; abattu en Allemagne en combat aérien par des chasseurs russes le 10 avril 1945                                                                       |
| Hauptmann                 | Helmut Eberspächer       | LG 2, SKG 10, KG 51, NSGr 20, SG 151                                | 170                 | 26 janvier 1945                |                                       | pilote spécialisé dans l'attaque nocturne ; 7 victoires ; décédé en 2011 |
| Leutnant                  | Heinrich Starke          | Sch.G 1, SG 2, SG 77, SG 10, SG 151                                 | 516                 | 28 janvier 1945                |                                       | 16 victoires ; décédé en 2001 |
| Oberfeldwebel             | Ludwig Bellof            | NSGr 3                                                              | 800                 | 28 janvier 1945                |                                       | pilote spécialisé dans l'attaque nocturne ; décédé en 1965 |
| Feldwebel                 | Josef Blümel             | SG 151, SG 3                                                        | 123                 | 28 janvier 1945 (posthume)     |                                       | 60 chars ; il effectue le 19 septembre 1944 un atterrissage d'urgence en Lettonie après avoir été touché par des tirs du sol ; exécuté par des partisans soviétiques avec son radio-mitrailleur Hermann Schwärzel                                        |
| Oberleutnant              | Jürgen Harang            | Sch.G 1, SG 77, SG 4                                                | 600                 | 2 février 1945 (posthume)      |                                       | disparu en Pologne probablement abattu par la DCA le 20 janvier 1945 |
| Hauptmann                 | Peter Jenne              | ZG 1, ZG 26, JG 300                                                 | ?                   | 2 février 1945                 |                                       | 12 chars et d'autres cibles au sol, 17 victoires ; abattu par un chasseur en Allemagne le 2 mars 1945 |
| Oberfeldwebel             | Josef Flögel             | NSGr 6, NSGr 5                                                      | 625                 | 19 février 1945 (en captivité) |                                       | pilote spécialisé dans l'attaque nocturne ; 18 missions en une seule nuit le novembre 1943 en Crimée ; capturé par les Soviétiques à Budapest en 15 février 1945 ; décédé en 1997                                                                        |
| Oberleutnant              | Norbert Schmitt          | ZG 1, Sch.G 1, SG 10                                                | 450                 | 28 février 1945                |                                       | 30 victoires ; disparu le 26 mars 1945 en Hongrie peut-être abattu un P-51 |
| Oberfeldwebel             | Josef Enzensberger       | JGr Trondheim, SG 10                                                | 550                 | 28 février 1945                | recommandé pour les feuilles de chêne | 1 victoire ; abattu 5 fois en Afrique et 5 fois en Russie ; décédé en 1975 |
| Leutnant                  | Leopold Hackl            | NSGr 3                                                              | ?                   | 20 mars 1945                   |                                       | pilote spécialisé dans l'attaque nocturne ; décédé en 2010 |
| Leutnant                  | Arnold Döring            | JG 53, KG 55, JG 300, NJG 2, NJG 3                                  | 392                 | 17 avril 1945                  |                                       | 16 chars, 200 camions, 70 locomotives, 2 dépôts de munitions, 2 trains blindés, 8 ponts, 1 canonnière, 2 pétroliers, 2 cargos pour 18 000 tonneaux, 25 appareils au sol, 23 victoires (10 sur He 111, 13 en chasse de nuit) ; 12 crashs ; décédé en 2001 |
| Oberfeldwebel             | Rudi Wendt               | Sch.G 1, SG 2                                                       | 600                 | 17 avril 1945                  |                                       | 1 victoires ; il meurt sur la route le ramenant en Allemagne dans une embuscade tendu par des Tchèques et des Soviétiques |
| Oberfeldwebel             | Erich Axthammer          | Sch.G 1, SG 152, SG 77, SG 10                                       | 530                 | 28 avril 1945                  |                                       | 2 chars, 42 camions, 27 véhicules, 1 voiture blindée, 4 pièces d'artillerie, 2 batteries de DCA, 2 appareils au sol ; 4 victoires ; décédé en 2015 |
| Oberleutnant              | Helmut Hannemann         | SG 2                                                                | 311                 | recommandée                    |                                       | 77 chars |
| Oberleutnant              | Hartmut Vogt             | SG 3, SG 77                                                         | ?                   | recommandée                    |                                       | 125 chars |
| Oberfeldwebel             | Werner Fehdler           | SG 2                                                                | ?                   | recommandée                    |                                       | 65 chars |

## As ayant accompli plus de1 000de missions
| Grade          | Prénom et Nom          | Missions | Notes              |
| -------------- | ---------------------- | -------- | ------------------ |
| Oberst         | Hans-Ulrich Rudel      | 2530     | Stuka              |
| Oberfeldwebel  | Erwin Hentschel        | 1490     | radio-mitrailleur  |
| Leutnant       | Kurt Plenzat           | 1234     | Stuka              |
| Oberfeldwebel  | Alois Wosnitza         | 1217     | Stuka              |
| Hauptmann      | Hendrik Stahl          | 1200     | Stuka              |
| Major          | Theodor Nordmann       | 1191     | Stuka              |
| Major          | DrJur. Maximilian Otte | 1179     | Stuka              |
| Hauptmann      | Alexander Gläser       | 1123     | Stuka              |
| Major          | Werner Dörnbrack       | 1118     | Schlachtgeschwader |
| Oberleutnant   | Gustav Schubert        | 1100     | Stuka              |
| Oberleutnant   | Wilhlem Stähler        | 1100     | Stuka              |
| Major          | Karl Henze             | 1098     | Stuka              |
| Oberstleutnant | Georg Jakob            | 1091     | Stuka              |
| Major          | Franz Kieslich         | 1078     | Stuka              |
| Major          | Herbert Bauer          | 1071     | Stuka              |
| Major          | Alwin Boerst           | 1061     | Stuka              |
| Oberfeldwebel  | Anton Hübsch           | 1060     | Stuka              |
| Leutnant       | Wilhelm Noller         | 1058     | Stuka              |
| Hauptmann      | Hubert Pölz            | 1055     | Stuka              |
| Oberfeldwebel  | Ernst Filius           | 1050     | Radio-mitrailleur  |
| Major          | Friedrich Lang         | 1008     | Stuka              |
| Oberstleutnant | Georg Dörffel          | 1005     | Schlachtgeschwader |
| Major          | Horst Kaubisch         | 1000     | Stuka              |
| Leutnant       | Georg Jauernik         | 1000     | Stuka              |
| Hauptmann      | Heinz Jungclaussen     | 1000     | Stuka              |
| Hauptmann      | Anton Andorfer         | 1000     | Stuka              |

## As contre les chars
| Grade          | Nom                    | Chars détruits |
| -------------- | ---------------------- | -------------- |
| Oberst         | Hans-Ulrich Rudel      | 519            |
| Oberstleutnant | Alfons Orthofer        | 140 ?          |
| Major          | Horst Kaubisch         | 137            |
| Oberfeldwebel  | Anton Hübsch           | 120            |
| Hauptmann      | Gerhard Stüdemann      | 117            |
| Oberfeldwebel  | Alois Wosnitza         | 104            |
| Hauptmann      | Hendrik Stahl          | 100            |
| Leutnant       | Jakob Jenster          | 100            |
| Leutnant       | Anton Korol            | 99             |
| Oberleutnant   | Wilhelm Joswig         | 88             |
| Oberleutnant   | Max Diepold            | 87             |
| Leutnant       | Wilhelm Noller         | 85             |
| Oberfeldwebel  | Hans Ludwig            | 85             |
| Oberfeldwebel  | Heinz Edhofer          | 84             |
| Major          | Theodor Nordmann       | 80             |
| Leutnant       | Kurt Plenzat           | 80             |
| Hauptmann      | Kurt Lau               | 80             |
| Oberfeldwebel  | Siegfried Fischer      | 80             |
| Oberleutnant   | Hans-Joachim Jäschke   | 78             |
| Oberleutnant   | Helmut Hannemann       | 77             |
| Oberleutnant   | Wilhelm Bromen         | 76             |
| Hauptmann      | Hubert Pölz            | 76             |
| Oberleutnant   | Rainer Nossek          | 73             |
| Hauptmann      | Rudolf-Heinz Ruffer    | 72             |
| Oberleutnant   | Gustav Schubert        | 70             |
| Hauptmann      | Hans-Hermann Steinkamp | 70             |
| Feldwebel      | Otto Ritz              | 70             |
| Oberleutnant   | Johannes-Alfred Klaus  | 65             |
| Oberfeldwebel  | Werner Fehdler         | 65             |
| Hauptmann      | Erwin Diekwisch        | 64             |
| Hauptmann      | Otto Schmidt           | 61             |
| Major          | Martin Möbus           | 60             |
| Oberleutnant   | Willy Tritsch *        | 60             |
| Hauptmann      | Andreas Kuffner        | 60             |
| Feldwebel      | Josef Blümel           | 60             |
| Oberfeldwebel  | Alfred Gies            | 54             |
| Major          | Herbert Bauer          | 51             |
| Major          | Bruno Meyer *          | 50             |
| Hauptmann      | Rudolf Scheffel **     | 50             |
| Hauptmann      | Franz Roka             | 50             |

## Sources
- http://www.luftwaffe39-45.historia.nom.br/ases/ases.htm
- (en) « Kracker Luftwaffe Archive », sur Aircrew Remembered site (consulté le 10 avril 2023)
- Michael Holm, « Luftwaffe Officer Career Summaries », sur ww2.dk (consulté le 10 avril 2023)
- « ACTIVE 24 », sur luftwaffe.cz (consulté le 10 avril 2023)